# 逆さ吊りの刑
逆さ吊りの刑（さかさづりのけい）は、死刑の一種。

## 概要
受刑者は肝臓や腸や肺が圧力を受け、 呼吸困難に陥り死に至る。また、血液が全身に回らなくなることにより死亡することもある。
中浦ジュリアンはこの刑に処せられて殉教した。また、ベニート・ムッソリーニは処刑の際、銃殺刑にされた後スタンダード・オイル社のガソリンスタンドの建物に逆さ吊りにされた。

## 著名な受刑者
- 中浦ジュリアン
- ベニート・ムッソリーニ